# Joseph Henrotin
Pour les articles homonymes, voir Henrotin.
 (septembre 2018).
Si vous disposez d'ouvrages ou d'articles de référence ou si vous connaissez des sites web de qualité traitant du thème abordé ici, merci de compléter l'article en donnant les références utiles à sa vérifiabilité et en les liant à la section « Notes et références ».
Joseph Henrotin est un politologue belge spécialisé dans les questions de défense né en 1975.

## Carrière
Docteur en science politique de l’université libre de Bruxelles (ULB), Joseph Henrotin est chargé de recherches au Centre d'analyse et de prévision des risques internationaux (CAPRI, Paris), à l’Institut de stratégie et des conflits (ISC, Paris) et est chercheur associé à l'Institut d'études de stratégie et de défense (IESD) de l'université Jean-Moulin-Lyon-III. Il intervient à l’École de guerre (Paris), à l'École supérieure internationale de guerre (Yaoundé) et à l'Institut royal supérieur de Défense (Bruxelles). Il est aussi diplômé de l'école hôtelière de Libramont.
Il s'est spécialisé dans la théorie stratégique et l’évolution/intégration des technologies au domaine militaire. Ses travaux portent sur les stratégies aérienne et navale, les cultures technologiques mais aussi les problématiques de résilience du point de vue militaire, qu'il a contribué à populariser en France. Rédacteur en chef de la revue Défense et Sécurité internationale, il est l'auteur de plus de 600 articles dans les revues académiques, spécialisées ou dans la presse quotidienne et a également contribué à 35 ouvrages collectifs.
Il est également cofondateur du Réseau multidisciplinaire d'études stratégiques (RMES) avec Thierry Balzacq, Alain De Neve, André Dumoulin, Raphaël Mathieu, Gordon Sarlet, Tanguy Struye de Swielande et Christophe Wasinski et a été membre fondateur de l'Association pour les études sur la guerre et la stratégie (AEGES).

## Ouvrages[5]
- Précis de stratégie militaire, Paris, ISC, 2018, 250 p..
- (en) The Art of War in the Network Age. Back to the Future, Londres, ISTE/Wiley, 2016, 238 p. ; version française L'art de la guerre à l'âge des réseaux, Paris, ISTE, 2017, 224 p..
- (en co-direction avec Olivier Schmitt et Stéphane Taillat) Guerre et stratégie. Approches, concepts, Paris, PUF, 2015, 528 p..
- La résilience ou comment combattre le terrorisme, Paris, Areion, coll. « Histoire et stratégie » (no 20), 2014, 100 p..
- Techno-guérilla et guerre hybride. Le pire des deux mondes, Paris, Nuvis, coll. « La pensée stratégique », 2014, 360 p..
- Julian Corbett. Renouveler la stratégie maritime, Paris, Argos, coll. « Maîtres de la stratégie », 2013, 144 p..
- La Technologie militaire en question. Le cas américain et ses conséquences en Europe, Paris, Economica, coll. « Stratégies et doctrines », 2013, 326, 2e éd..
- Mars et Vulcain. Technologie et art de la guerre, Paris, Areion, coll. « Histoire et stratégie » (no 12), 2012, 100 p..
- Combattre en ville. Les fondamentaux de la guerre en zone urbaine, Paris, Areion, coll. « Histoire et stratégie » (no 11), 2012, 100 p..
- La Guerre aérienne en 2030. Prospective des systèmes de force, Paris, Areion, coll. « Histoire et stratégie » (no 6), 2011, 100 p.
- Les Fondements de la stratégie navale au XXIe siècle, Paris, Economica, coll. « Bibliothèque stratégique », 2011, 496 p..
- La Puissance aérienne. Histoire, concepts, opérations, Paris, Areion, coll. « Histoire et stratégie » (no 2), 2010, 100 p..
- La Résilience dans l'antiterrorisme. Le dernier bouclier, Sceaux, L'Esprit du Livre, coll. « Défis du 3e millénaire », 2010, 128 p..
- La Technologie militaire en question. Le cas américain, Paris, Economica, coll. « Stratégies et doctrines », 2008, 312 p..
- L'Airpower au XXIe siècle. Enjeux et perspectives de la stratégie aérienne, Bruxelles, Bruylant, coll. « RMES », 2005, 583 p..
- (En direction) Au risque du chaos. Leçons politiques et stratégiques de la guerre d'Irak, Paris, Armand Colin, coll. « Interventions », 2004, 288 p..

## Récompenses et distinctions
- Prix du mérite de l'école hôtelière de Libramont (1995).
- Prix du Conseil de l'éducation permanente de l'ULB (CEPULB, 2005).
- Prix Clément-Ader 2006 de l'Armée de l'air française (2006).
- Nommé pour le prix La plume et le sabre du Commandement de la Formation de l’Armée de Terre (2009).